# Bai Chongxi
Bai Chongxi o Pai Ch'ung-hsi (白崇禧S, Bái ChóngxīP; Guilin, 18 marzo 1893 – Taipei, 1º dicembre 1966) è stato un generale, politico e signore della guerra cinese dell'Esercito Rivoluzionario Nazionale della Repubblica di Cina e uno dei principali comandanti nazionalisti cinesi.
Bai era di etnia Hui e di fede musulmana sunnita. Dagli anni '20 fino al 1949 lui e il suo amico e stretto alleato Li Zongren furono signori della guerra nella provincia del Guangxi. La sua relazione con Chiang Kai-shek fu a più riprese antagonistica e cooperativa. Bai e Li Zongren supportarono l'alleanza dei signori della guerra contro Chiang nella guerra delle Pianure centrali del 1930 ma si unirono poi al Generalissimo nella seconda guerra sino-giapponese e nella seconda fase della guerra civile cinese contro i comunisti. In quest'ultimo periodo Bai fu il primo Ministro della Difesa nazionale, dal 1946 al 1948. Dopo la sconfitta contro i comunisti nel 1949 i nazionalisti si rifugiarono sull'Isola di Formosa (Taiwan) dove il generale morì nel 1966.

## Biografia

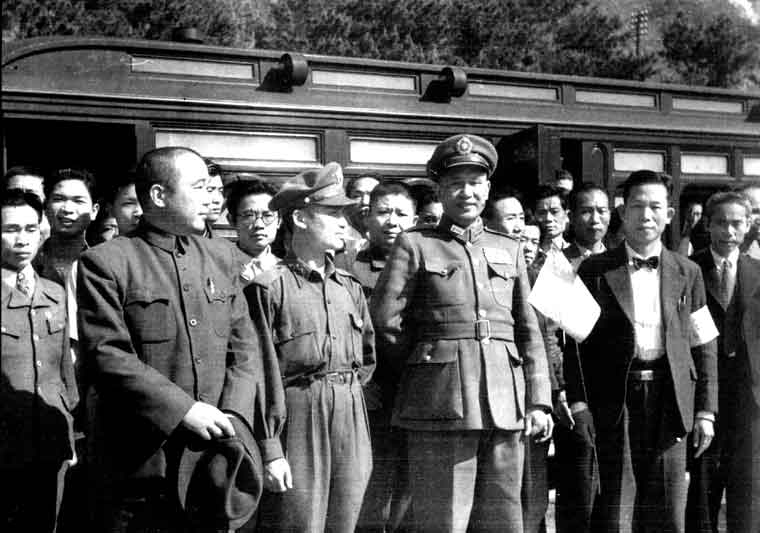
Bai Chongxi a Taiwan dopo l'Incidente del 28 febbraio.

Bai Chongxi nacque a Guilin nel Guangxi nel 1893 e ricevette il nome di cortesia Jiansheng. Era il discendente di un mercante persiano di nome Baiderluden i cui discendenti avevano adottato il cognome cinese "Bai" e apparteneva al popolo Hui di fede musulmana sunnita. Il suo nome musulmano era Omar Bai Chongxi. Era il secondo di tre figli. Si dice che la sua famiglia provenisse dal Sichuan.

### Periodo dei signori della guerra
Entrò all'età di 14 anni all'Accademia di addestramento militare del Guangxi di Guilin, una scuola in stile moderno gestita da Cai E, signore della guerra dello Yunnan, per modernizzare l'esercito della provincia, dove conobbe Huang Shaohong e Li Zongren come compagni di classe. Per un certo periodo Bai si ritirò dalla scuola militare su richiesta della famiglia e studiò presso le scuole civili di diritto e scienze politiche del Guangxi.
Con lo scoppio della Rivoluzione Xinhai nel 1911, Bai si unì agli studenti ribelli guidati da Huang. Dopo essere entrato nel Corpo di arruolamento di Nanchino, passò dal Corpo alla Seconda scuola di preparazione militare a Wuchang. Si laureò alla scuola nel 1914 e poi si sottopose a un addestramento come pre-cadetto per sei mesi prima di frequentare la terza classe dell'Accademia militare di Baoding nel giugno 1915. Bai divenne un primo ufficiale della Divisione del Guangxi al suo ritorno nella provincia.
Iniziò ad acquistare notorietà durante il periodo dei signori della guerra alleandosi con Huang e Li in qualità di sostenitori del capo del Kuomintang Sun Yat-sen. Questa alleanza chiamata Nuova cricca del Guangxi sconfisse il vecchio 
signore della guerra della provincia Lu Rongting nel 1924. Bai, Huang e Li governarono da nuovi signori della guerra la provincia, comandando le loro truppe in maniera indipendente ma rimanendo fedeli alla Repubblica di Cina.
Durante la Spedizione del Nord Bai era il Capo di Stato maggiore dell'Esercito Rivoluzionario Nazionale del Kuomintang e 
partecipò alla presa di Hangzhou e Shanghai nel 1927. Sempre nello stesso anno Bai era il comandante delle forze del Kuomintang che nel massacro di Shanghai repressero brutalmente i comunisti. L'anno seguente, alla fine della Spedizione, Bai fu a capo delle forze nazionaliste che sconfissero e distrussero la cricca del Fengtian del generale Zhang Zongchang, catturando 20 000 dei suoi 50 000 uomini e arrivando quasi a catturare lo stesso Zhang, che si rifugiò in Manciuria.

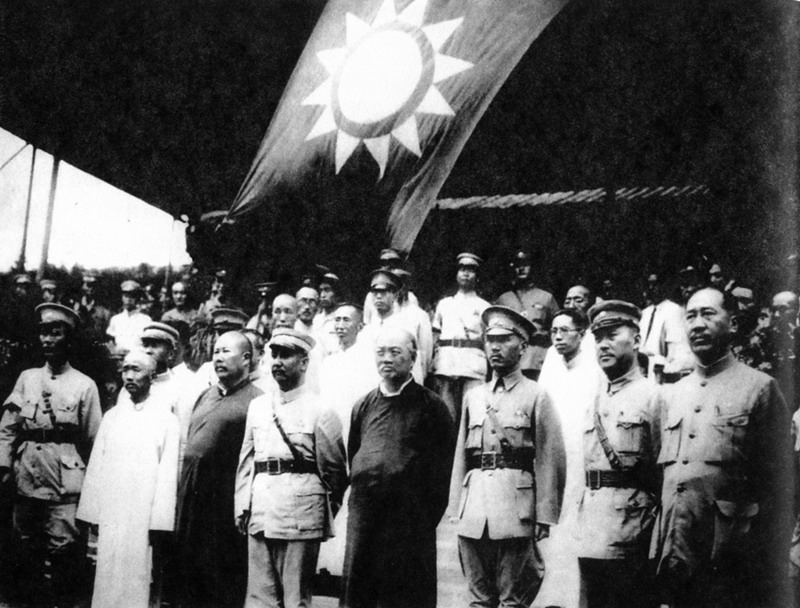
I generali cinesi rendono omaggio al Mausoleo di Sun Yat-sen a Pechino nel 1928 dopo il successo della Spedizione del Nord. Da destra a sinistra, il generale Cheng Jin, il generale Zhang Zuobao, il generale Chen Diaoyuan, il generale Chiang Kai-shek, il generale Woo Tsin-hang, il generale Yan Xishan, il generale Ma Fuxiang, il generale Ma Sida e il generale Bai Chongxi.

Alla fine della Spedizione del Nord Chiang Kai-shek iniziò a muoversi per prendere il controllo delle forze del Guangxi. Per questo a un certo punto nel 1929 Bai dovette scappare in Vietnam. Lo Hubei e il Guangxi erano soggetti al subconsiglio di Hankou di Li Zongren e di lui. I governi di Li e Bai di Hankou e Canton furono distrutti da Chiang. Hankou fu presa dal Generalissimo durante la disputa tra la fazione del Guangxi e il governo di Nanchino.
Diventato per questo ostile a Chiang, nel 1930 nella Guerra delle Pianure centrali si unì alle forze dei signori della guerra ribellatisi al suo governo dittatoriale, ma a causa della vittoria di Chiang e la conseguente fine del Periodo dei signori della guerra, rientrò tra le sue file.
Tra il 1930 e il 1936 Bai fu fondamentale per la Ricostruzione del Guangxi, che divenne una provincia "modello" con un'amministrazione progressista. Il Guangxi fornì oltre 900 000 soldati per la guerra contro l'Impero giapponese.
Durante la Lunga marcia (1933-1934) riprese le armi contro i comunisti, tuttavia permettendo loro di attraversare il Guangxi.
Governare la sua provincia in modo appropriato e capace erano due delle cose per cui Bai era famoso in Cina.
Musulmani di spicco come i generali Ma Liang, Ma Fuxiang e Bai Chongxi si incontrarono nel 1931 a Nanchino per discutere della tolleranza intercomunale tra Hui e Han.

### La Seconda guerra sino-giapponese

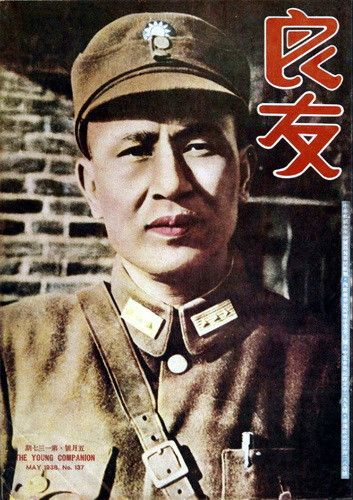
Nel maggio 1938 Bai apparve sulla copertina della rivista Liangyou.

All'inizio della Seconda guerra sino-giapponese, il 4 agosto 1937, Bai si unì al governo centrale su invito di Chiang. Durante la guerra il generale fu Vicecapo dello Stato maggiore, responsabile delle operazioni e della formazione. Fu lo stratega chiave che convinse Chiang ad adottare una strategia di "guerra totale" in cui la Cina avrebbe adottato tattiche di guerriglia dietro le linee nemiche e interrotto ogni linea di rifornimento ad ogni occasione. Quando le truppe giapponesi, meglio armate e addestrate, avanzavano, i cinesi avrebbero adottato la tattica della terra bruciata per negare loro qualsiasi approvvigionamento. Bai fu l'unico dei principali generali cinesi a partecipare a numerose battaglie, come la battaglia di Taierzhuang, che divenne uno dei rari successi della Cina durante il primo anno di guerra. Il generale si distinse nel lottare duramente contro l'invasore nipponico, cosa che gli valse l'ammirazione di gran parte del popolo cinese. Tra il 1939 e il 1942 i giapponesi attaccarono Changsha per tre volte ma furono respinti ogni volta e il generale comandò le truppe anche nelle vittoriose battaglie del Guangxi meridionale e del Passo di Kunlun.
La Jihād fu dichiarata obbligatoria e un dovere religioso per tutti i musulmani cinesi contro i giapponesi. I soldati di Bai del Guangxi furono elogiati come soldati scelti contro i giapponesi e il generale divenne noto per essere un comandante capace che avrebbe potuto guidare la resistenza cinese nel caso in cui Chiang Kai-shek fosse stato assassinato.
Durante la guerra Bai viaggiò attraverso le province musulmane nord-occidentali della Cina controllate dalla Cricca Ma e incontrò i generali della cricca per creare una solida alleanza che potesse sconfiggere la propaganda giapponese.

### La ripresa della guerra contro i comunisti e Taiwan
Nel 1946 quando riprese la guerra civile contro i comunisti, Bai sconfisse le truppe di Lin Biao a Siping. Si trattò della più grande vittoria per il Kuomintang nella seconda fase (1946-1949) della guerra civile. Fu nominato per questo Ministro della Difesa nazionale da Chiang. Si trattava in realtà di una posizione senza potere in quanto Chiang iniziò a detenerlo tutto per sé e a decidere indipendentemente le strategie da tenere in battaglia, ignorando i consigli di Bai.
Durante la Ribellione Ili Bai fu preso in considerazione dal governo come governatore dello Xinjiang. La posizione però fu data più tardi a Masud Sabri, un leader uiguro pro-Kuomintang.
Nel 1947 fu inviato sull'Isola di Formosa (Taiwan), ripresa nel 1945 dall'Impero giapponese, per ristabilire l'ordine pubblico dopo l'Incidente di febbraio. Durante il tour di due settimane Bai fece delle raccomandazioni radicali, tra cui la sostituzione del governatore e il processo per il suo capo della polizia segreta. Riguardo agli studenti ribelli, concesse loro l'amnistia a patto che i genitori gli prendessero in custodia e ne garantissero un comportamento adeguato. Grazie a questo atteggiamento i taiwanesi sono tutt'oggi molto rispettosi verso la sua figura.
Nelle elezioni per la vice-presidenza del 1948 Bai sostenne l'amico Li Zongren contro il fedele di Chiang, Sun Fo, il figlio di Sun Yat-sen. Li vinse. Chiang per questo rimosse Bai da Ministro della Difesa nazionale e gli affidò il comando delle truppe del Centro e Sud della Cina. Le sue forze sarebbero state le ultime a evacuare l'Isola di Hainan dopo l'arrivo dell'Esercito Popolare di Liberazione comunista.

### Gli ultimi anni
Nel 1949 con la Cina continentale ormai persa, Bai fuggì a Taiwan insieme a tutto il governo nazionalista. Tra il 1950 e il 1952 riorganizzò il Kuomintang.
Nel 1951 pronunciò un discorso a tutto il mondo musulmano, invocando una guerra contro l'Unione Sovietica e affermando che l'orco imperialista Iosif Stalin stava preparando la terza guerra mondiale e chiedendo a tutti i musulmani di evitare il primo ministro indiano Jawaharlal Nehru, accusandolo di essere indifferente all'imperialismo sovietico.
Lui e Chiang non si riconciliarono mai e visse in stato di semi-pensione fino alla sua morte avvenuta per trombosi cerebrale il 1º dicembre 1966 all'età di 73 anni a Taipei. Gli fu concesso un funerale militare dal governo. Fu seppellito nella sezione musulmana del Cimitero Liuzhangli a Taipei.

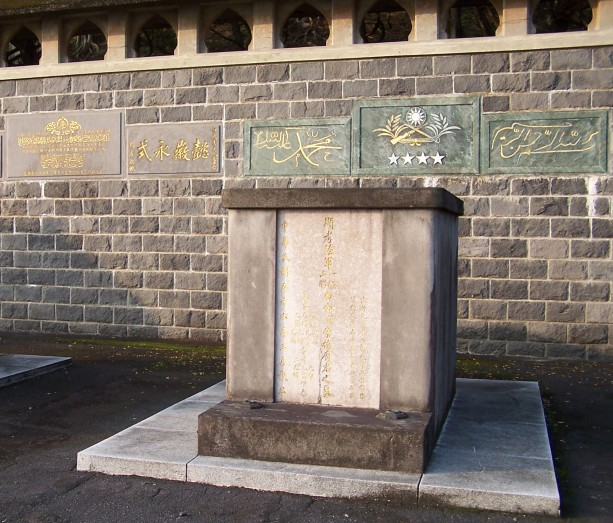
La tomba di Bai Chongxi al cimitero musulmano di Chongde Street, distretto di Xinyi, Taipei.

## Famiglia e vita personale

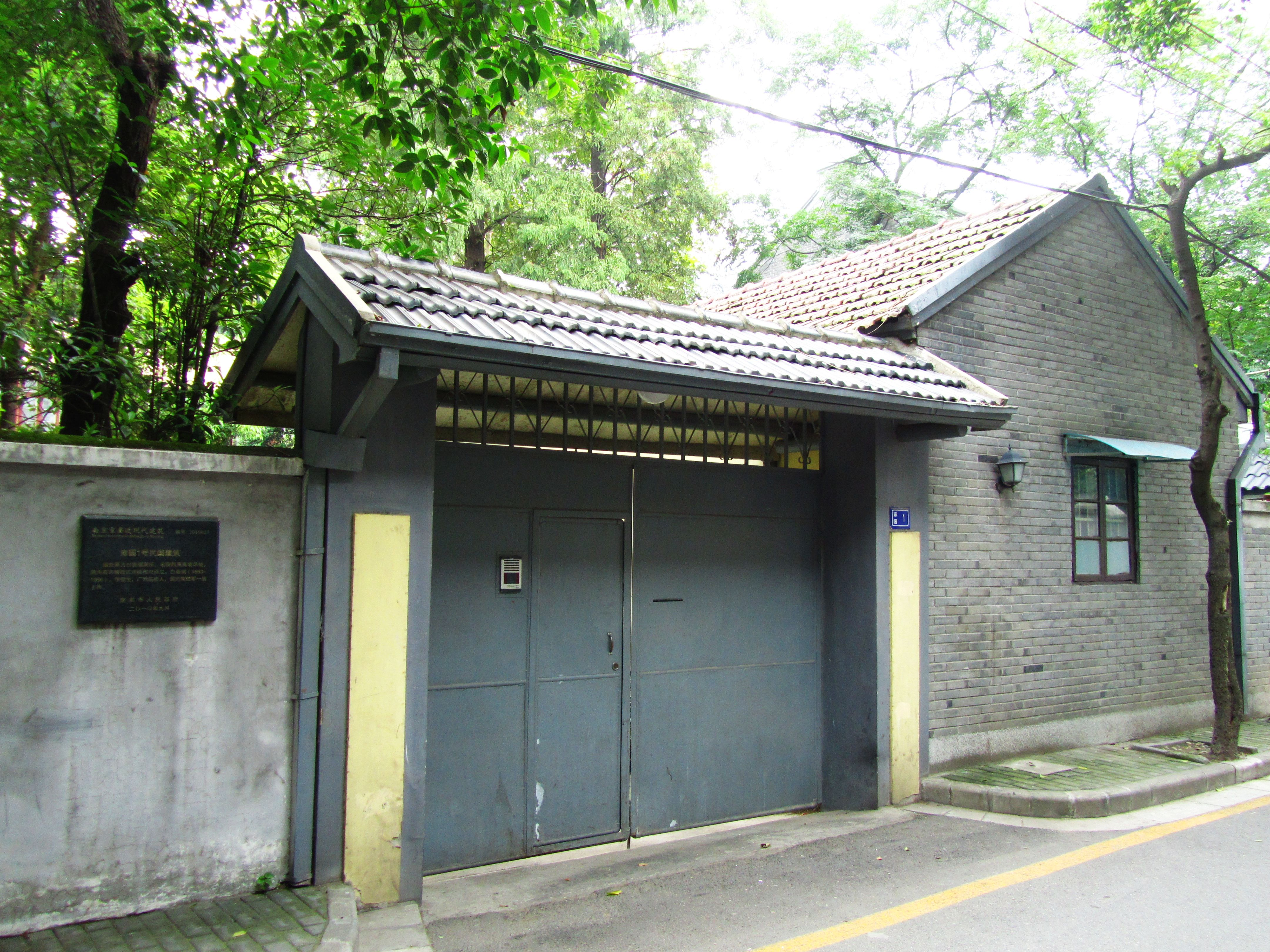
L'antica residenza di Bai a Nanchino.

Bai sposò la moglie Ma P'ei-chang nel 1925 ed insieme ebbero dieci figli, tre femmine e sette maschi. I loro nomi sono Patsy, Diana, Daniel, Richard, Alfred, Amy, David, Kenneth, Robert e Charlie. Kenneth il cui vero nome completo cinese è Bai Xianyong, autore e drammaturgo taiwanese, ha parlato spesso del padre e adesso vive negli Stati Uniti.
Dei suoi dieci figli tre sono ancora vivi e vivono sparsi tra l'America e Taiwan.
Bai fu presidente della Chinese islamic National Salvation Federation e quindi dell'Associazione musulmana cinese.
Durante la Spedizione del Nord nel 1926, Bai guidò le sue truppe nella distruzione dei templi buddhisti e degli idoli, trasformando i templi in scuole e quartieri generali del Kuomintang. Tutti i monasteri buddhisti del Guangxi furono distrutti in questo modo e i monaci cacciati. Bai guidò anche una campagna anti-estero attaccando gli americani, europei e altri per costringerli a fuggire dalla regione e a trasformarla in un'area in generale non sicura per gli stranieri. Anche molti cinesi cristiani furono attaccati con l'accusa di essere spie.
La basi del pensiero di Bai erano tre: l'anti-estero, l'anti-imperialismo e l'anti-religione. Molti lo accusarono di essere un non musulmano.
Diplomatici britannici riferivano che bevesse vino e mangiasse carne di maiale.
Bai era interessato allo Xinjiang, una provincia prevalentemente musulmana. Voleva infatti reinsediare soldati cinesi ivi sciolti per impedire che venisse conquistato dall'Unione Sovietica. Il generale volle personalmente condurre una spedizione per conquistare lo Xinjiang e portarlo sotto controllo cinese, nello stile che Zuo Zongtang seguì durante la Rivolta dei Dungani. Il compagno di Bai nella cricca del Guangxi Huang Shaohong pianificò l'invasione. Durante la Ribellione Kumul Chiang Kai-shek era pronto a inviare Huang e la sua forza di spedizione che radunò per assistere il generale musulmano Ma Zhongying contro Sheng Shicai, ma quando il Generalissimo seppe dell'invasione sovietica dello Xinjiang decise di ritirarsi per evitare un incidente internazionale se le sue truppe avessero direttamente attaccato i sovietici, lasciando Ma da solo senza rinforzi a combattere l'Armata Rossa. Huang ne fu sospettoso, e pensò che Chiang temesse che la cricca del Guangxi potesse prendere il controllo dello Xinjiang al posto del suo regime di Nanchino.

## Impatto
La reputazione di Bai come stratega militare era ben nota.
Evans Carlson, un colonnello del Corpo dei Marines, osservò che Bai "era considerato da molti il più acuto dei militari cinesi".
Edgar Snow, giornalista, addirittura lo definì "uno dei comandanti più intelligenti ed efficienti vantati da qualsiasi esercito del mondo".
Il sindaco di Taipei Hau Lung-pin ha annunciato nel marzo 2013 che la tomba di Bai costituirà la base per un'area culturale musulmana ed un parco storico di Taiwan.